# Anton Alekszejevics Avgyejev
Anton Alekszejevics Avgyejev (oroszul: Антон Алексеевич Авдеев) (Voszkreszenszk, 1986. szeptember 8. –) világbajnok orosz párbajtőrvívó.